# Хер-Нейт
Хер-Нейт / Хернейт (егип. Hr Nj.t «облик (богини) Нейт») — древнеегипетская королева-консорт I династии.
В обнаруженной Уолтером Брайаном Эмери в 1955 году саккарской гробнице-мастабе (S3507), совместившей северную и южную погребальные архитектуры, имя Хернейт найдено на вазе рядом с именами Джера, Дена и Каа. В Абидосе её имя стоит рядом с именем Джера.
Её происхождение туманно, а супружество с Джером спорно. Предположительно, она (а не Мернейт) приходилась матерью Дену. Если интерпретации известных о Хернейт надписей верна, то она носила титулы «Первая» и «Супруга двух повелителей».

## Памятники с именем Хернейт
- Объект из слоновой кости: (Джер), Абидос, Умм эль-Кааб, район гробницы О. Хранится в Берлинском музее.
- Стела из гробницы: (Джер), Абидос, Умм эль-Кааб, район гробницы О. Хранится в Британском музее.
- Каменный сосуд: (Джер?), Абидос, Умм эль-Кааб, хранится в Берлинском музее.
- Каменный сосуд: (Ден), Саккара, гробница S3507.
- Каменный сосуд: (Джер?), происхождение неизвестно. Хранится в UCL или Каирском музее.